# Cathédrale de Tsalendjikha
 (décembre 2024).
La cathédrale de la Transfiguration du Sauveur de Tsalendjikha (en géorgien : წალენჯიხის მაცხოვრის ფერისცვალების საკათედრო ტაძარი) est une église orthodoxe géorgienne des XIIe – XIVe siècles célèbres pour ses fresques byzantine de la période paléologue tardive.

## Description
L'église à croix inscrite a été décorée par l'artiste byzantin Cyrus Emanuel Eugenicus, venu de Constantinople, sur commande de l'eristavi Vamek Ier Dadiani (mort en 1396). Une inscription en grec et géorgien sur le pilier sud-ouest de l'église porte son nom.

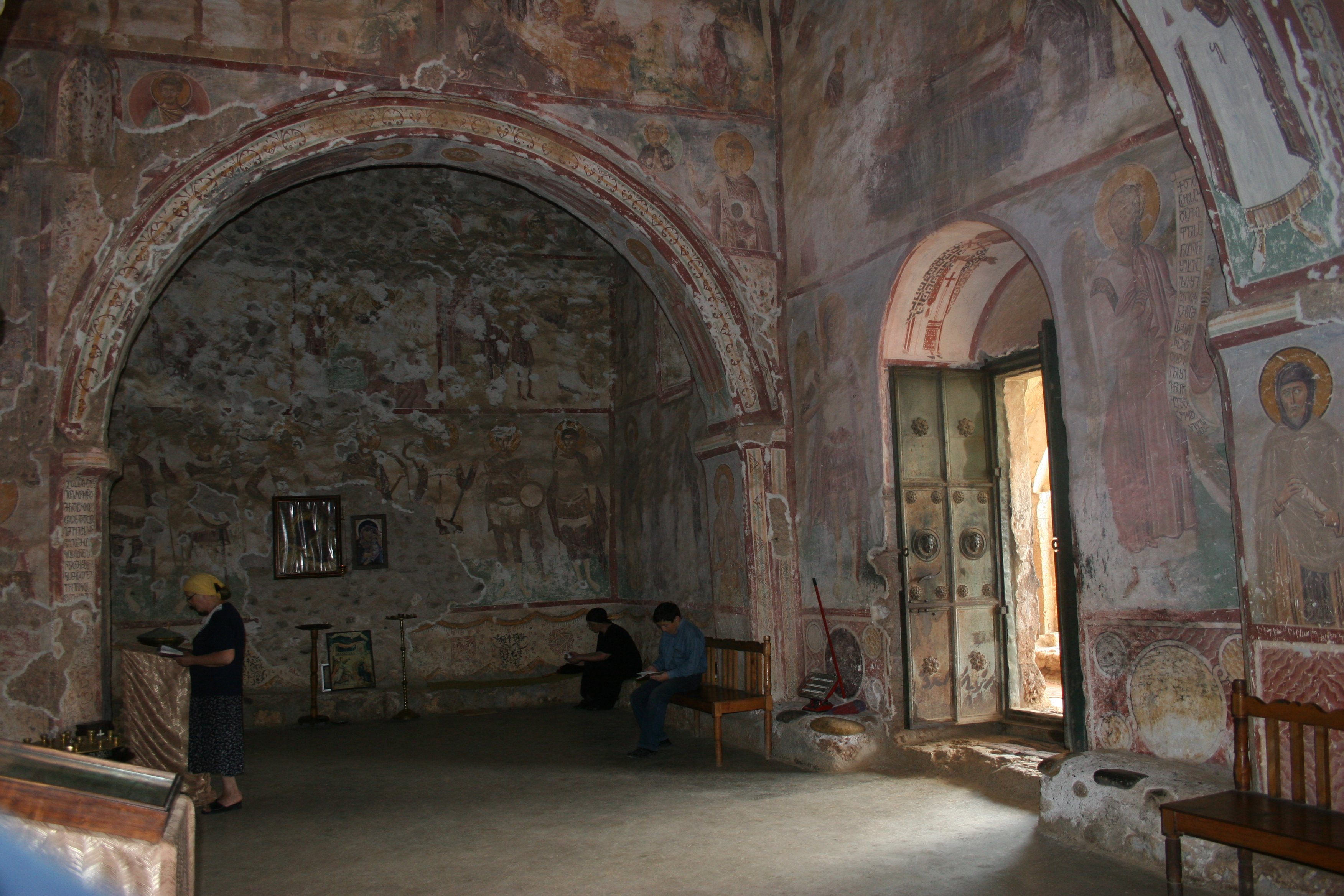
Fresques dans la cathédrale.